# Tournoi féminin de beach-volley aux Jeux olympiques d'été de 2024
Cet article traite de l'épreuve féminine. Pour la compétition masculine, voir Tournoi masculin de beach-volley aux Jeux olympiques d'été de 2024.
Navigation
Tokyo 2020 Los Angeles 2028
Le tournoi féminin de beach-volley aux Jeux olympiques d'été de 2024 se tient à Paris, en France, du 27 juillet au 9 août 2024. Il s'agit de la huitième édition de ce tournoi depuis son apparition au programme olympique lors des Jeux de 1996 ayant eu lieu à Atlanta.

## Organisation

### Site des compétitions
Le beach-volley se déroule sur le Champ-de-Mars, au pied de la tour Eiffel, au cœur de Paris. Le stade est d'ailleurs nommé stade Tour Eiffel.

### Calendrier
| Juillet | Juillet | Juillet | Juillet | Juillet | Août | Août | Août | Août | Août | Août | Août | Août | Août |
| 27      | 28      | 29      | 30      | 31      | 1    | 2    | 3    | 4    | 5    | 6    | 7    | 8    | 9    |
| ------- | ------- | ------- | ------- | ------- | ---- | ---- | ---- | ---- | ---- | ---- | ---- | ---- | ---- |
| P       | P       | P       | P       | P       | P    | P    | P    | ⅛    | ⅛    | ¼    | ¼    | ½    | F    |

| - P : tour préliminaire - ⅛ : huitièmes de finales - ¼ : quarts de finales - ½ : demi-finales - F : finales |

## Acteurs du tournoi

### Équipes qualifiées
| Compétition                   | Date                 | Lieu     | Places | Qualifiés |
| ----------------------------- | -------------------- | -------- | ------ | --- |
| Pays organisateur             | —                    | —        | 1      | France |
| Championnats du monde 2023    | 6 au 15 octobre 2023 | Tlaxcala | 1      | États-Unis |
| Classement mondial de la FIVB | 13 juin 2023         | Lausanne | 17     | Allemagne (x2) Australie Brésil (x2) Canada Chine Espagne (x2) États-Unis France Italie Lettonie Lituanie Pays-Bas Suisse (x2) |
| TQO africain                  | 19 au 22 juin 2024   | Tétouan  | 1      | |
| TQO asiatique                 | 20 au 22 juin 2024   | Ningbo   | 1      | |
| TQO européen                  | 13 au 15 juin 2024   | Jūrmala  | 1      | |
| TQO de la NORECA              | 20 au 22 juin 2024   | Tlaxcala | 1      | |
| TQO sud-américain             | 14 au 16 juin 2024   | Asuncion | 1      | |
| Total                         | Total                | Total    | 24     | |

### Arbitres
- Giseli Amantino
- Giovanni Bake
- Brigham Beatie
- Rui Carvalho
- Davide Crescentini
- Sylvain Druart
- Brian Hiebert
- Robert Leko
- Jean Mukundiyukuri
- Agnieszka Myszkowska
- José María Padrón
- Charalampos Papadogoulas
- Juan Carlos Saavedra
- Mariko Satomi
- Osvaldo Sumavil
- Wang Lijun

### Tirage au sort
La composition des groupes pour les tournois de beach-volley a été déterminée par un tirage au sort réalisé le vendredi 28 juin 2024 à partir de 17 heures sur le Champ de Mars à Paris. À cette occasion, les vingt-quatre paires d’athlètes ont été réparties en six groupes de quatre équipes chacun, en s'appuyant sur un système de tête de série.
Les équipes sont d'abord classées selon leur rang mondial et leurs performances lors des compétitions précédentes. Ensuite, le tirage au sort attribue chaque équipe à un groupe de manière aléatoire, tout en veillant à ce qu'aucun groupe ne comporte deux équipes du même pays.
| Groupe A                         | Groupe B                       | Groupe C                     |
| -------------------------------- | ------------------------------ | ---------------------------- |
| Ana Patrícia / Duda (BRA)        | Kloth / Nuss (USA)             | Cheng / Hughes (USA)         |
| Gottardi / Menegatti (ITA)       | Xia / Xue (CHN)                | Müller / Tillmann (GER)      |
| Fernández / Soria (ESP)          | Clancy / Artacho (AUS)         | Chamereau / Vieira (FRA)     |
| Abdelhady / Elghobashy (EGY)     | Bansley / Bukovec (CAN)        | Hermannová / Štochlová (CZE) |
| Groupe D                         | Groupe E                       | Groupe F                     |
| Humana-Paredes / Wilkerson (CAN) | Solberg Salgado / Seixas (BRA) | Placette / Richard (FRA)     |
| Graudiņa / Kravčenoka (LAT)      | Schoon / Stam (NED)            | Brunner / Hüberli (SUI)      |
| Böbner / Vergé-Dépré (SUI)       | Paulikienė / Raupelytė (LTU)   | Álvarez / Moreno (ESP)       |
| Poletti / Valiente (PAR)         | Ishii / Hasegawa (JPN)         | Lippmann / Ludwig (GER)      |

## Compétition

### Premier tour
Légende
- Qualifiées pour les huitièmes de finale
- Tour de rattrapage
- Éliminées

#### Groupe A
| # | Équipe                       | Pts | J | G | Gt | Pt | P | Sp | Sc | Ratio | Pp  | Pc  | Ratio |
| 1 | Ana Patrícia / Duda (BRA)    | 6   | 3 | 3 | 0  | 0  | 0 | 6  | 0  | MAX   | 126 | 85  | 1.482 |
| 2 | Fernández / Soria (ESP)      | 5   | 3 | 2 | 0  | 0  | 1 | 4  | 3  | 1.333 | 116 | 131 | 0.885 |
| 3 | Gottardi / Menegatti (ITA)   | 4   | 3 | 1 | 0  | 0  | 2 | 3  | 4  | 0.75  | 126 | 117 | 1.077 |
| 4 | Abdelhady / Elghobashy (EGY) | 3   | 3 | 0 | 0  | 0  | 3 | 0  | 6  | 0     | 91  | 126 | 0.722 |

| Date                | Match                                                   | Score | Set 1   | Set 2   | Set 3   | Durée  | Statistiques |
| ------------------- | ------------------------------------------------------- | ----- | ------- | ------- | ------- | ------ | ------------ |
| 28 juillet à 9 h 0  | Gottardi / Menegatti (ITA) Fernández / Soria (ESP)      | 1 - 2 | 22 - 24 | 21 - 9  | 14 - 16 | 59 min | Rapport      |
| 28 juillet à 16 h 0 | Ana Patrícia / Duda (BRA) Abdelhady / Elghobashy (EGY)  | 2 - 0 | 21 - 14 | 21 - 19 |         | 37 min | Rapport      |
| 30 juillet à 11 h 0 | Gottardi / Menegatti (ITA) Abdelhady / Elghobashy (EGY) | 2 - 0 | 21 - 16 | 21 - 10 |         | 41 min | Rapport      |
| 30 juillet à 21 h 0 | Ana Patrícia / Duda (BRA) Fernández / Soria (ESP)       | 2 - 0 | 21 - 12 | 21 -13  |         | 35 min | Rapport      |
| 1er août à 11 h 0   | Fernández / Soria (ESP) Abdelhady / Elghobashy (EGY)    | 2 - 0 | 21 - 18 | 21 - 14 |         | 38 min | Rapport      |
| 1er août à 20 h 0   | Ana Patrícia / Duda (BRA) Gottardi / Menegatti (ITA)    | 2 - 0 | 21 - 17 | 21 - 10 |         | 37 min | Rapport      |

#### Groupe B
| # | Équipe                  | Pts | J | G | Gt | Pt | P | Sp | Sc | Ratio | Pp  | Pc  | Ratio |
| 1 | Kloth / Nuss (USA)      | 6   | 3 | 3 | 0  | 0  | 0 | 6  | 1  | 6     | 135 | 112 | 1.205 |
| 2 | Clancy / Mariafe (AUS)  | 5   | 3 | 2 | 0  | 0  | 1 | 4  | 3  | 1.333 | 126 | 123 | 1.024 |
| 3 | Xia / Xue (CHN)         | 4   | 3 | 1 | 0  | 0  | 2 | 4  | 4  | 1     | 146 | 137 | 1.066 |
| 4 | Bansley / Bukovec (CAN) | 3   | 3 | 0 | 0  | 0  | 3 | 0  | 6  | 0     | 91  | 126 | 0.722 |

| Date                | Match                                          | Score | Set 1   | Set 2   | Set 3   | Durée  | Statistiques |
| ------------------- | ---------------------------------------------- | ----- | ------- | ------- | ------- | ------ | ------------ |
| 27 juillet à 18 h 0 | Xia / Xue (CHN) Clancy / Artacho (AUS)         | 1 - 2 | 20 - 22 | 21 - 14 | 14 - 16 | 54 min | Rapport      |
| 27 juillet à 22 h 0 | Kloth / Nuss (USA) Bansley / Bukovec (CAN)     | 2 - 0 | 21 - 17 | 21 - 14 |         | 40 min | Rapport      |
| 29 juillet à 11 h 0 | Xia / Xue (CHN) Bansley / Bukovec (CAN)        | 2 - 0 | 21 - 15 | 21 - 19 |         | 43 min | Rapport      |
| 29 juillet à 22 h 0 | Kloth / Nuss (USA) Clancy / Artacho (AUS)      | 2 - 0 | 21 - 16 | 21 - 16 |         | 40 min | Rapport      |
| 1er août à 16 h 0   | Clancy / Artacho (AUS) Bansley / Bukovec (CAN) | 2 - 0 | 21 - 10 | 21 - 16 |         | 37 min | Rapport      |
| 1er août à 22 h 0   | Kloth / Nuss (USA) Xia / Xue (CHN)             | 2 - 1 | 15 - 21 | 21 - 16 | 15 - 12 | 2 h 2  | Rapport      |

#### Groupe C
| # | Équipe                       | Pts | J | G | Gt | Pt | P | Sp | Sc | Ratio | Pp  | Pc  | Ratio |
| 1 | Cheng / Hughes (USA)         | 6   | 3 | 3 | 0  | 0  | 0 | 6  | 0  | MAX   | 128 | 100 | 1.28  |
| 2 | Müller / Tillmann (GER)      | 5   | 3 | 2 | 0  | 0  | 1 | 4  | 2  | 2     | 120 | 94  | 1.277 |
| 3 | Hermannová / Štochlová (CZE) | 4   | 3 | 1 | 0  | 0  | 2 | 2  | 5  | 0.4   | 107 | 127 | 0.843 |
| 4 | Chamereau / Vieira (FRA)     | 3   | 3 | 0 | 0  | 0  | 3 | 1  | 6  | 0.167 | 106 | 140 | 0.757 |

| Date                | Match                                                 | Score | Set 1   | Set 2   | Set 3  | Durée  | Statistiques |
| ------------------- | ----------------------------------------------------- | ----- | ------- | ------- | ------ | ------ | ------------ |
| 28 juillet à 12 h 0 | Müller / Tillmann (GER) Chamereau / Vieira (FRA)      | 2 - 0 | 21 - 14 | 21 - 12 |        | 37 min | Rapport      |
| 28 juillet à 22 h 0 | Cheng / Hughes (USA) Hermannová / Štochlová (CZE)     | 2 - 0 | 21 - 16 | 21 - 11 |        | 38 min | Rapport      |
| 31 juillet à 11 h 0 | Müller / Tillmann (GER) Hermannová / Štochlová (CZE)  | 2 - 0 | 21 - 17 | 21 - 9  |        | 38 min | Rapport      |
| 31 juillet à 15 h 0 | Cheng / Hughes (USA) Chamereau / Vieira (FRA)         | 2 - 0 | 21 - 16 | 23 - 21 |        | 48 min | Rapport      |
| 2 août à 12 h 0     | Chamereau / Vieira (FRA) Hermannová / Štochlová (CZE) | 1 - 2 | 13 - 21 | 21 - 18 | 9 - 15 | 1 h 6  | Rapport      |
| 2 août à 22 h 0     | Cheng / Hughes (USA) Müller / Tillmann (GER)          | 2 - 0 | 21 - 18 | 21 - 18 |        | 38 min | Rapport      |

#### Groupe D
| # | Équipe                           | Pts | J | G | Gt | Pt | P | Sp | Sc | Ratio | Pp  | Pc  | Ratio |
| 1 | Böbner / Vergé-Dépré (SUI)       | 6   | 3 | 3 | 0  | 0  | 0 | 6  | 2  | 3     | 147 | 133 | 1.105 |
| 2 | Graudiņa / Kravčenoka (LAT)      | 5   | 3 | 2 | 0  | 0  | 1 | 4  | 2  | 2     | 114 | 110 | 1.036 |
| 3 | Humana-Paredes / Wilkerson (CAN) | 4   | 3 | 1 | 0  | 0  | 2 | 3  | 4  | 0.75  | 126 | 120 | 1.05  |
| 4 | Poletti / Valiente (PAR)         | 3   | 3 | 0 | 0  | 0  | 3 | 1  | 6  | 0.167 | 116 | 140 | 0.829 |

| Date                | Match                                                        | Score | Set 1   | Set 2   | Set 3   | Durée  | Statistiques |
| ------------------- | ------------------------------------------------------------ | ----- | ------- | ------- | ------- | ------ | ------------ |
| 29 juillet à 15 h 0 | Humana-Paredes / Wilkerson (CAN) Poletti / Valiente (PAR)    | 2 - 0 | 21 - 16 | 21 - 12 |         | 43 min | Rapport      |
| 29 juillet à 17 h 0 | Graudiņa / Kravčenoka (LAT) Böbner / Vergé-Dépré (SUI)       | 0 - 2 | 15 - 21 | 14 - 21 |         | 47 min | Rapport      |
| 31 juillet à 12 h 0 | Graudiņa / Kravčenoka (LAT) Poletti / Valiente (PAR)         | 2 - 0 | 21 - 19 | 21 - 15 |         |        |              |
| 31 juillet à 21 h 0 | Humana-Paredes / Wilkerson (CAN) Böbner / Vergé-Dépré (SUI)  | 1 - 2 | 18 - 21 | 21 - 13 | 11 - 15 | 1 h 0  | Rapport      |
| 3 août à 11 h 0     | Böbner / Vergé-Dépré (SUI) Poletti / Valiente (PAR)          | 2 - 1 | 23 - 21 | 18 - 21 | 15 - 12 | 1 h 0  | Rapport      |
| 3 août à 17 h 0     | Humana-Paredes / Wilkerson (CAN) Graudiņa / Kravčenoka (LAT) | 0 - 2 | 14 - 21 | 20 - 22 |         | 43 min | Rapport      |

#### Groupe E
| # | Équipe                       | Pts | J | G | Gt | Pt | P | Sp | Sc | Ratio | Pp  | Pc  | Ratio |
| 1 | Carol / Barbara (BRA)        | 6   | 3 | 3 | 0  | 0  | 0 | 6  | 1  | 6     | 140 | 113 | 1.239 |
| 2 | Schoon / Stam (NED)          | 5   | 3 | 2 | 0  | 0  | 1 | 5  | 2  | 2.5   | 139 | 122 | 1.139 |
| 3 | Ishii / Hasegawa (JPN)       | 4   | 3 | 1 | 0  | 0  | 2 | 2  | 4  | 0.5   | 103 | 100 | 1.03  |
| 4 | Paulikienė / Raupelytė (LTU) | 3   | 3 | 0 | 0  | 0  | 3 | 0  | 6  | 0     | 79  | 126 | 0.627 |

| Date                | Match                                               | Score | Set 1   | Set 2   | Set 3   | Durée  | Statistiques |
| ------------------- | --------------------------------------------------- | ----- | ------- | ------- | ------- | ------ | ------------ |
| 28 juillet à 11 h 0 | Carol / Barbara (BRA) Ishii / Hasegawa (JPN)        | 2 - 0 | 21 - 12 | 21 - 19 |         | 43 min | Rapport      |
| 28 juillet à 15 h 0 | Schoon / Stam (NED) Paulikienė / Raupelytė (LTU)    | 2 - 0 | 21 - 19 | 21 - 17 |         | 38 min | Rapport      |
| 30 juillet à 16 h 0 | Carol / Barbara (BRA) Paulikienė / Raupelytė (LTU)  | 2 - 0 | 21 - 13 | 21 - 14 |         | 38 min | Rapport      |
| 30 juillet à 22 h 0 | Schoon / Stam (NED) Ishii / Hasegawa (JPN)          | 2 - 0 | 21 - 16 | 21 - 14 |         | 40 min | Rapport      |
| 2 août à 9 h 0      | Paulikienė / Raupelytė (LTU) Ishii / Hasegawa (JPN) | 0 - 2 | 11 - 21 | 5 - 21  |         | 34 min | Rapport      |
| 2 août à 17 h 0     | Carol / Barbara (BRA) Schoon / Stam (NED)           | 2 - 1 | 16 - 21 | 21 - 17 | 19 - 17 | 1 h 11 | Rapport      |

#### Groupe F
| # | Équipe                         | Pts | J | G | Gt | Pt | P | Sp | Sc | Ratio | Pp  | Pc  | Ratio |
| 1 | Brunner / Hüberli (SUI)        | 6   | 3 | 3 | 0  | 0  | 0 | 6  | 0  | MAX   | 126 | 74  | 1.703 |
| 2 | Álvarez Mendoza / Moreno (ESP) | 5   | 3 | 2 | 0  | 0  | 1 | 4  | 2  | 2     | 115 | 104 | 1.106 |
| 3 | Placette / Richard (FRA)       | 4   | 3 | 1 | 0  | 0  | 2 | 2  | 4  | 0.5   | 89  | 118 | 0.754 |
| 4 | Lippmann / Ludwig (GER)        | 3   | 3 | 0 | 0  | 0  | 3 | 0  | 6  | 0     | 93  | 127 | 0.732 |

| Date                | Match                                                   | Score | Set 1   | Set 2   | Set 3 | Durée  | Statistiques |
| ------------------- | ------------------------------------------------------- | ----- | ------- | ------- | ----- | ------ | ------------ |
| 29 juillet à 12 h 0 | Brunner / Hüberli (SUI) Álvarez Mendoza / Moreno (ESP)  | 2 - 0 | 21 - 12 | 21 - 19 |       | 37 min | Rapport      |
| 29 juillet à 21 h 0 | Placette / Richard (FRA) Lippmann / Ludwig (GER)        | 2 - 0 | 21 - 14 | 22 - 20 |       | 46 min | Rapport      |
| 31 juillet à 10 h 0 | Brunner / Hüberli (SUI) Lippmann / Ludwig (GER)         | 2 - 0 | 21 - 9  | 21 - 15 |       | 33 min | Rapport      |
| 31 juillet à 17 h 0 | Placette / Richard (FRA) Álvarez Mendoza / Moreno (ESP) | 0 - 2 | 12 - 21 | 15 - 21 |       | 39 min | Rapport      |
| 3 août à 12 h 0     | Álvarez Mendoza / Moreno (ESP) Lippmann / Ludwig (GER)  | 2 - 0 | 21 - 16 | 21 - 19 |       | 44 min | Rapport      |
| 3 août à 16 h 0     | Placette / Richard (FRA) Brunner / Hüberli (SUI)        | 0 - 2 | 11 - 21 | 8 - 21  |       | 33 min | Rapport      |

#### Barrages

##### Classement des troisièmes de groupe
- Qualifiées pour les huitièmes de finale
- Qualifiées pour le tour de rattrapage

| # | Équipe                           | Pts | J | G | Gt | Pt | P | Sp | Sc | Ratio | Pp  | Pc  | Ratio |
| 1 | Xia / Xue (CHN)                  | 4   | 3 | 1 | 0  | 0  | 2 | 4  | 4  | 1     | 146 | 137 | 1.066 |
| 2 | Gottardi / Menegatti (ITA)       | 4   | 3 | 1 | 0  | 0  | 2 | 3  | 4  | 0.75  | 126 | 117 | 1.077 |
| 3 | Humana-Paredes / Wilkerson (CAN) | 4   | 3 | 1 | 0  | 0  | 2 | 3  | 4  | 0.75  | 126 | 120 | 1.05  |
| 4 | Ishii / Hasegawa (JPN)           | 4   | 3 | 1 | 0  | 0  | 2 | 2  | 4  | 0.5   | 103 | 100 | 1.03  |
| 5 | Placette / Richard (FRA)         | 4   | 3 | 1 | 0  | 0  | 2 | 2  | 4  | 0.5   | 89  | 118 | 0.754 |
| 6 | Hermannová / Štochlová (CZE)     | 4   | 3 | 1 | 0  | 0  | 2 | 2  | 5  | 0.4   | 107 | 127 | 0.843 |

##### Tour de rattrapage
| Date                       | Match                                                         | Score | Set 1   | Set 2   | Set 3 | Durée  | Statistiques |
| -------------------------- | ------------------------------------------------------------- | ----- | ------- | ------- | ----- | ------ | ------------ |
| 3 août 21 h 00             | Ishii / Hasegawa (JPN) Placette / Richard (FRA)               | 2 - 0 | 21 - 15 | 21 - 18 |       | 40 min | Rapport      |
| 3 août à partir de 21 h 00 | Humana-Paredes / Wilkerson (CAN) Hermannová / Štochlová (CZE) | 2 - 0 | 21 - 15 | 21 - 15 |       | 37 min | Rapport      |

### Phase finale

#### Tableau
|  | Huitièmes de finale             | Huitièmes de finale             |                               |                        | Quarts de finale | Quarts de finale                |   |  | Demi-finales   | Demi-finales   |  |  | Finale | Finale |
|  | Huitièmes de finale             | Huitièmes de finale             |                               |                        | Quarts de finale | Quarts de finale                |   |  | Demi-finales   | Demi-finales   |  |  | Finale | Finale |
|  |                                 |                                 |                               |                        |                  |                                 |   |  |                |                |  |  |        |        |
|  | 4 août à 09h00                  | 4 août à 09h00                  |                               |                        | 7 août à 17h00   | 7 août à 17h00                  |   |  | 8 août à 17h00 | 8 août à 17h00 |  |  | 9 août | 9 août |
|  | 4 août à 09h00                  | 4 août à 09h00                  |                               |                        | 7 août à 17h00   | 7 août à 17h00                  |   |  | 8 août à 17h00 | 8 août à 17h00 |  |  | 9 août | 9 août |
|  | [A1] Ana Patrícia / Duda        | 2                               |                               |                        | 7 août à 17h00   | 7 août à 17h00                  |   |  | 8 août à 17h00 | 8 août à 17h00 |  |  | 9 août | 9 août |
|  | [A1] Ana Patrícia / Duda        | 2                               |                               |                        | 7 août à 17h00   | 7 août à 17h00                  |   |  | 8 août à 17h00 | 8 août à 17h00 |  |  | 9 août | 9 août |
|  | [E3] Ishii / Hasegawa           | 0                               |                               |                        | 7 août à 17h00   | 7 août à 17h00                  |   |  | 8 août à 17h00 | 8 août à 17h00 |  |  | 9 août | 9 août |
|  | [E3] Ishii / Hasegawa           | 0                               | [A1] Ana Patrícia / Duda      | 2                      |                  |                                 |   |  | 8 août à 17h00 | 8 août à 17h00 |  |  | 9 août | 9 août |
|  | 4 août à 13h00                  |                                 | [A1] Ana Patrícia / Duda      | 2                      |                  |                                 |   |  | 8 août à 17h00 | 8 août à 17h00 |  |  | 9 août | 9 août |
|  |                                 | [D2] Graudiņa / Kravčenoka      | 0                             |                        |                  |                                 |   |  | 8 août à 17h00 | 8 août à 17h00 |  |  | 9 août | 9 août |
|  | [C2] Müller / Tillmann          | [D2] Graudiņa / Kravčenoka      | 0                             | 1                      |                  |                                 |   |  | 8 août à 17h00 | 8 août à 17h00 |  |  | 9 août | 9 août |
|  | [C2] Müller / Tillmann          | 7 août à 21h00                  |                               | 1                      |                  |                                 |   |  | 8 août à 17h00 | 8 août à 17h00 |  |  | 9 août | 9 août |
|  | [D2] Graudiņa / Kravčenoka      | 2                               |                               |                        |                  |                                 |   |  | 8 août à 17h00 | 8 août à 17h00 |  |  | 9 août | 9 août |
|  | [D2] Graudiņa / Kravčenoka      | 2                               | [A1] Ana Patrícia / Duda      | 2                      |                  |                                 |   |  |                |                |  |  | 9 août | 9 août |
|  | 4 août à 17h00                  |                                 | [A1] Ana Patrícia / Duda      | 2                      |                  |                                 |   |  |                |                |  |  | 9 août | 9 août |
|  |                                 | [B2] Clancy / Mariafe           | 1                             |                        |                  |                                 |   |  |                |                |  |  | 9 août | 9 août |
|  | [E1] Carol / Barbara            | [B2] Clancy / Mariafe           | 1                             | 0                      |                  |                                 |   |  |                |                |  |  | 9 août | 9 août |
|  | [E1] Carol / Barbara            | 8 août à 21h00                  |                               | 0                      |                  |                                 |   |  |                |                |  |  | 9 août | 9 août |
|  | [B2] Clancy / Mariafe           | 2                               |                               |                        |                  |                                 |   |  |                |                |  |  | 9 août | 9 août |
|  | [B2] Clancy / Mariafe           | 2                               | [B2] Clancy / Mariafe         | 2                      |                  |                                 |   |  |                |                |  |  | 9 août | 9 août |
|  | 4 août à 21h00                  |                                 | [B2] Clancy / Mariafe         | 2                      |                  |                                 |   |  |                |                |  |  | 9 août | 9 août |
|  |                                 | [D1] Böbner / Vergé-Dépré       | 1                             |                        |                  |                                 |   |  |                |                |  |  | 9 août | 9 août |
|  | [B3] Xia / Xue                  | [D1] Böbner / Vergé-Dépré       | 1                             | 0                      |                  |                                 |   |  |                |                |  |  | 9 août | 9 août |
|  | [B3] Xia / Xue                  | 7 août à 17h00                  |                               | 0                      |                  |                                 |   |  |                |                |  |  | 9 août | 9 août |
|  | [D1] Böbner / Vergé-Dépré       | 2                               |                               |                        |                  |                                 |   |  |                |                |  |  | 9 août | 9 août |
|  | [D1] Böbner / Vergé-Dépré       | 2                               | [A1] Ana Patrícia / Duda      | 2                      |                  |                                 |   |  |                |                |  |  |        |        |
|  | 5 août à 09h00                  |                                 | [A1] Ana Patrícia / Duda      | 2                      |                  |                                 |   |  |                |                |  |  |        |        |
|  |                                 | [D3] Humana-Paredes / Wilkerson | 1                             |                        |                  |                                 |   |  |                |                |  |  |        |        |
|  | [C1] Cheng / Hugues             | [D3] Humana-Paredes / Wilkerson | 1                             | 2                      |                  |                                 |   |  |                |                |  |  |        |        |
|  | [C1] Cheng / Hugues             |                                 |                               | 2                      |                  |                                 |   |  |                |                |  |  |        |        |
|  | [A3] Gottardi / Menegatti       | 1                               |                               |                        |                  |                                 |   |  |                |                |  |  |        |        |
|  | [A3] Gottardi / Menegatti       | 1                               | [C1] Cheng / Hugues           | 0                      |                  |                                 |   |  |                |                |  |  |        |        |
|  | 5 août à 13h00                  |                                 | [C1] Cheng / Hugues           | 0                      |                  |                                 |   |  |                |                |  |  |        |        |
|  |                                 | [F1] Brunner / Hüberli          | 2                             |                        |                  |                                 |   |  |                |                |  |  |        |        |
|  | [A2] Fernández / Soria          | [F1] Brunner / Hüberli          | 2                             | 0                      |                  |                                 |   |  |                |                |  |  |        |        |
|  | [A2] Fernández / Soria          | 7 août à 21h00                  |                               | 0                      |                  |                                 |   |  |                |                |  |  |        |        |
|  | [F1] Brunner / Hüberli          | 2                               |                               |                        |                  |                                 |   |  |                |                |  |  |        |        |
|  | [F1] Brunner / Hüberli          | 2                               | [F1] Brunner / Hüberli        | 1                      |                  |                                 |   |  |                |                |  |  |        |        |
|  | 5 août à 17h00                  |                                 | [F1] Brunner / Hüberli        | 1                      |                  |                                 |   |  |                |                |  |  |        |        |
|  |                                 | [D3] Humana-Paredes / Wilkerson | 2                             |                        |                  |                                 |   |  |                |                |  |  |        |        |
|  | [F2] Álvarez Mendoza / Moreno   | [D3] Humana-Paredes / Wilkerson | 2                             | 2                      |                  |                                 |   |  |                |                |  |  |        |        |
|  | [F2] Álvarez Mendoza / Moreno   |                                 |                               | 2                      |                  |                                 |   |  |                |                |  |  |        |        |
|  | [E2] Schoon / Stam              | 1                               |                               | Troisième place        | Troisième place  |                                 |   |  |                |                |  |  |        |        |
|  | [E2] Schoon / Stam              | 1                               | [F2] Álvarez Mendoza / Moreno | Troisième place        | Troisième place  | 0                               |   |  |                |                |  |  |        |        |
|  | 5 août à 21h00                  | 5 août à 21h00                  | [F2] Álvarez Mendoza / Moreno | 9 août                 | 9 août           | 0                               |   |  |                |                |  |  |        |        |
|  | 5 août à 21h00                  | 5 août à 21h00                  |                               | 9 août                 | 9 août           | [D3] Humana-Paredes / Wilkerson | 2 |  |                |                |  |  |        |        |
|  | [D3] Humana-Paredes / Wilkerson | 2                               | [B2] Clancy / Mariafe         | 0                      |                  | [D3] Humana-Paredes / Wilkerson | 2 |  |                |                |  |  |        |        |
|  | [D3] Humana-Paredes / Wilkerson | 2                               | [B2] Clancy / Mariafe         | 0                      |                  |                                 |   |  |                |                |  |  |        |        |
|  | [B1] Kloth / Nuss               | 0                               |                               | [F1] Brunner / Hüberli | 2                |                                 |   |  |                |                |  |  |        |        |
|  | [B1] Kloth / Nuss               | 0                               |                               | [F1] Brunner / Hüberli | 2                |                                 |   |  |                |                |  |  |        |        |

#### Huitièmes de finale
| Date         | Match                                               | Score | Set 1   | Set 2   | Set 3   | Durée  | Statistiques |
| ------------ | --------------------------------------------------- | ----- | ------- | ------- | ------- | ------ | ------------ |
| 4 août 09h00 | Xia / Xue (CHN) Böbner / Vergé-Dépré (SUI)          | 0 - 2 | 27 - 29 | 16 - 21 |         | 50 min | Rapport      |
| 4 août 17h00 | Carol / Barbara (BRA) Clancy / Mariafe (AUS)        | 0 - 2 | 22 - 24 | 14 - 21 |         | 49 min | Rapport      |
| 4 août 18h00 | Fernández / Soria (ESP) Brunner / Hüberli (SUI)     | 0 - 2 | 21 - 23 | 16 - 21 |         | 46 min | Rapport      |
| 4 août 22h00 | Cheng / Hugues (USA) Gottardi / Menegatti (ITA)     | 2 - 1 | 21 - 18 | 17 - 21 | 15 - 12 | 1 h 1  | Rapport      |
| 5 août 09h00 | Müller / Tillmann (GER) Graudiņa / Kravčenoka (LAT) | 1 - 2 | 13 - 21 | 21 - 17 | 16 - 18 | 56 min | Rapport      |
| 5 août 13h00 | Álvarez Mendoza / Moreno (ESP) Schoon / Stam (NED)  | 2 - 1 | 18 - 21 | 21 - 19 | 15 - 13 | 1 h 3  | Rapport      |
| 5 août 18h00 | Humana-Paredes / Wilkerson (CAN) Kloth / Nuss (USA) | 2 - 0 | 21 - 19 | 21 - 18 |         | 47 min | Rapport      |
| 5 août 21h00 | Ana Patrícia / Duda (BRA) Ishii / Hasegawa (JPN)    | 2 - 0 | 21 - 15 | 21 - 16 |         | 39 min | Rapport      |

#### Quarts de finale
| Date         | Match                                                           | Score | Set 1   | Set 2   | Set 3   | Durée  | Statistiques |
| ------------ | --------------------------------------------------------------- | ----- | ------- | ------- | ------- | ------ | ------------ |
| 6 août 21h00 | Clancy / Mariafe (AUS) Böbner / Vergé-Dépré (SUI)               | 2 - 1 | 21 - 19 | 16 - 21 | 15 - 12 | 55 min | Rapport      |
| 6 août 22h00 | Cheng / Hugues (USA) Brunner / Hüberli (SUI)                    | 0 - 2 | 18 - 21 | 19 - 21 |         | 40 min | Rapport      |
| 7 août 17h00 | Álvarez Mendoza / Moreno (ESP) Humana-Paredes / Wilkerson (CAN) | 0 - 2 | 18 - 21 | 18 - 21 |         | 44 min | Rapport      |
| 7 août 18h00 | Ana Patrícia / Duda (BRA) Graudiņa / Kravčenoka (LAT)           | 2 - 0 | 21 - 16 | 21 - 10 |         | 33 min | Rapport      |

#### Demi-finales
| Date   | Match                                                    | Score | Set 1   | Set 2   | Set 3   | Durée  | Statistiques |
| ------ | -------------------------------------------------------- | ----- | ------- | ------- | ------- | ------ | ------------ |
| 8 août | Brunner / Hüberli (SUI) Humana-Paredes / Wilkerson (CAN) | 1 - 2 | 21 - 14 | 20 - 22 | 12 - 15 | 59 min | Rapport      |
| 8 août | Ana Patrícia / Duda (BRA) Clancy / Mariafe (AUS)         | 2 - 1 | 20 - 22 | 21 - 15 | 15 - 12 | 59 min | Rapport      |

#### Match pour la médaille de bronze
| Date                      | Match                                          | Score | Set 1   | Set 2   | Set 3 | Durée  | Statistiques |
| ------------------------- | ---------------------------------------------- | ----- | ------- | ------- | ----- | ------ | ------------ |
| 9 août à 21 h (UTC+02:00) | Clancy / Mariafe (AUS) Brunner / Hüberli (SUI) | 0 - 2 | 17 - 21 | 15 - 21 |       | 41 min | Rapport      |

#### Finale
| Date                         | Match                                                      | Score | Set 1   | Set 2   | Set 3   | Durée | Statistiques |
| ---------------------------- | ---------------------------------------------------------- | ----- | ------- | ------- | ------- | ----- | ------------ |
| 9 août à 22 h 30 (UTC+02:00) | Ana Patrícia / Duda (BRA) Humana-Paredes / Wilkerson (CAN) | 2 - 1 | 26 - 24 | 12 - 21 | 15 - 10 | 1 h 1 | Rapport      |